# Pacul·la Annia
Pacul·la Annia (en llatí Paculla Annia) va ser una sacerdotessa del déu Bacus nascuda a la Campània i ciutadana romana, segons diu Titus Livi. Formava part de la gens Ànnia, una família plebea de considerable antiguitat.
Va introduir en el culte de Bacus canvis radicals, sempre "sota la inspiració dels déus". Pacul·la, qualificada de vident, va ser la que va començar a iniciar els homes en els ritus bàquics, i dos fills seus, Herenni Cerrí i Mini Cerrí, van ser iniciats com a hierofantes. Fins a aquells moments, les Bacanàlia eren celebrades a Roma només per dones. La seva participació estava motivada, no tant per l'exotisme del culte, com pels valors que el culte a Bacus comportava. A més, les dones estaven excloses de la participació en els ritus de la religió oficial.
Pacul·la Annia representa també un dels aspectes principals dels rituals dionisíacs. l'èxtasi profètic. Durant les Bacanàlies es dansava amb ritmes corporals bruscos, i hi havia una música sincopada. Les participants portaven vestits de pells, i es produïen vaticinationes (vaticinis). Però a conseqüència dels canvis introduïts per Pacul·la, diu Titus Livi, els homes, com si estiguessin posseïts, feien vaticinis entre contorsions frenètiques amb el cos. Aquesta va ser una de les raons per les quals el cònsol Espuri Postumi Albí, seguint instruccions del senat, portés a terme l'any 186 aC la famosa repressió de les Bacanals que d'allà en endavant van ser prohibides a Roma.
Pàcula Annia podria haver estat membre de la gens Ànnia.